# بلادشاپور
بلادشاپور ( Belad Shapoor )نام بافت قدیمی شهر دهدشت در جنوب غربی ایران است. کاروانسرای این شهر در سال ۱۴۰۰ه‍.ش) نمایندهٔ کاروانسراهای تاریخی ایران در سازمان جهانی یونسکو شده‌است. دهدشت مرکز شهرستان کهگیلویه است و در استان کهگیلویه و بویراحمد واقع شده‌است. بلادشاپور در ناحیه گرمسیری غرب استان کهگیلویه و بویراحمد در حاشیه شهر دهدشت واقع است.
بلادشاپور به عنوان یکی از مراکز سکونت در دوره سلجوقی،ساسانی وصفوی و بازرگانی با بندرهای جنوبی، نقش مهمی در اقتصاد و بازرگانی زمان خود داشته‌است و پادشاهان ساسانی توجه ویژه ای به تجارت این شهر ار جاده ابریشم داشتند.
بافت قدیمی بلاد شاپور با ۴۵ هکتار وسعت یکی از بزرگ‌ترین بافت‌های تاریخی ایران به‌شمار می‌آمد اما این بافت به دلایل توسعه شهرنشینی تخریب شد و هم اینک ۳۷ هکتار از این شهر قدیمی باقی مانده‌است.
در سندی که از عصر شاه عباس صفوی در سال ۱۰۸۶ هجری قمری به جا مانده نام این شهر قریه‌الدشت بوده که در زمان حکومت سلجوقیان به اوج رونق خود رسیده‌است.
با توجه به موقعیت جغرافیایی و استراتژیکی این شهر و اینکه کوتاه‌ترین راه میان بنادر جنوبی و اصفهان مرکز حکومت صفویان بود از اهمیت خاصی برخوردار بوده‌است.
وجود راه‌های سنگفرش شده و پل‌های متعدد و مرکزیت تجاری آن حکایت از این دارد که شاخه‌های فرعی جاده ابریشم از این شهر عبور می‌کرد.
وجود ارگ قدیمی، دو هزار خانه، مسجدها، گرمابه‌ها، کاروانسرا، زیارتگاه‌ها و برج و باروی گرداگرد شهر مجموعه بناهای باقی مانده از این بافت تاریخی است که بخشی از آن بازسازی شده‌است. سنگ لاشه، گچ، ساروج، خاک، نی و تنبوشه سفالی عمده‌ترین مصالح ساختمانی به کار رفته در بافت قدیم شهر دهدشت هستند.
بافت تاریخی دهدشت به شماره ۳ /۱۶۸۹ در سال ۱۳۶۴ در فهرست آثار ملی ایران به ثبت تاریخی رسیده‌است.

## کاروان‌سرادهدشت
در ضلع غربی بافت تاریخی دهدشت کاروانسرایی به‌جا مانده از روزگار صفوی وجود دارد، این بنا دارای ۳۷ حجره و ۳۰ ایوان در جلوی حجره‌ها بوده که دور تا دور حیاط بنا شده‌اند. چهار ایوان بزرگ در چهار گوشه آن به شکل متقارن وجود دارد که هر ایوان به سه یا چهار حجره راه دارد و این کاروانسرا محل بیتوته بازرگانان آن روزگار بوده‌است.
کاروانسرای بافت تاریخی دهدشت در ضلع غربی بافت تاریخی دهدشت و در کنار مجموعه حمام کاروانسرا، امامزاده ابراهیم و امامزاده جابر واقع شده‌است. بنای فوق از جمله آثار شهر دوره اسلامی صفوی است که با دو ورودی در شمال و جنوب ساخته شده‌است. این بنا شامل حیاط و حجره‌های چهار طرف آن است. تعداد این حجره‌ها ۳۸ عدد و بعضی از آنها به همدیگر راه دارند.
این کاروانسرا که به‌طور کامل تخریب شده بود در سال ۱۳۶۹ با آزادسازی منطقه دهدشت، در قسمت پی بنا در عمق دو متری مورد شناسایی قرار گرفت و عملیات خاکبرداری و آواربرداری از آن آغاز شد. در عملیات خاکبرداری تمام قسمت‌های بنا مشخص شد.
بعد در سال‌های ۷۹ و ۷۸ اقدامات مرمتی شامل سنگ‌فرش حیاط، آجرکاری پوشش بام، تعمیر حجرات جلوی کاروانسرا انجام شده‌است. البته در سال ۹۱ نیز بخشی از این بنای تاریخی مرمت شد. این کاروانسرا ۱۶۰۰متر مربع مساحت دارد. کاروانسرای بافت تاریخی دهدشت در سال ۱۳۷۹ با شماره ۳۵۵۱ در فهرست آثار تاریخی به ثبت ملی رسیده‌است.
در اسفند ۹۷ خبر رسید که بخشی از چهار حجره کاروانسرای دهدشت قدیم که از سال ۸۵ به بعد مرمت و بازسازی شده بود تخریب شده‌است.